# Foresta nazionale di Dixie

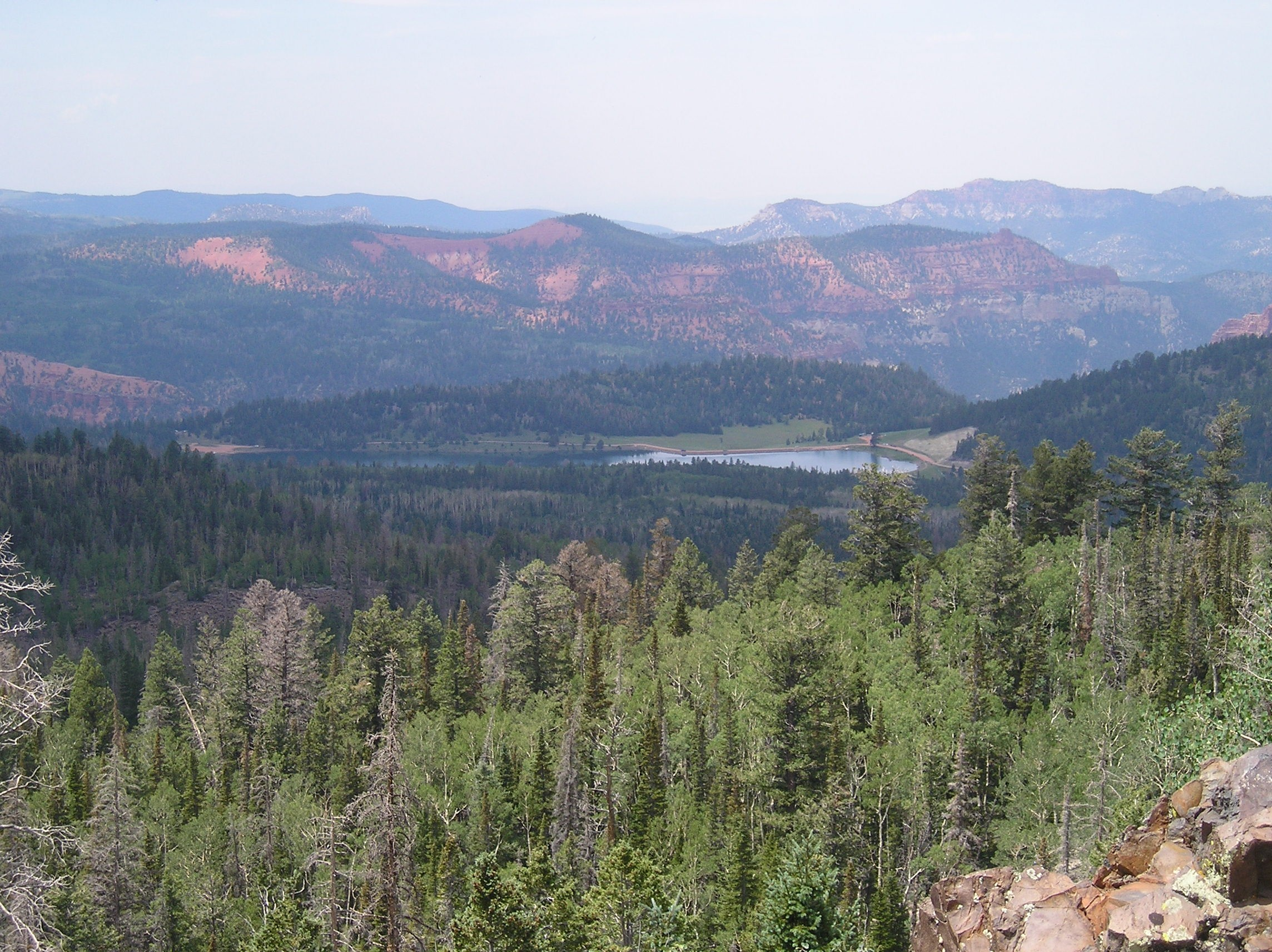
Foresta nazionale di Dixie dal punto panoramico di Yankee Meadow

La foresta nazionale di Dixie è una foresta nazionale degli Stati Uniti d'America nello Stato dello Utah la cui sede è a Cedar City. Occupa quasi 8.000 km² e si allunga per circa 270 km attraverso lo Utah meridionale. La più grande foresta nazionale dello Utah, si trova a cavallo della divisione tra il Gran Bacino e il fiume Colorado. In ordine decrescente di superficie forestale, è localizzata in parti delle contee di Garfield, Iron, Kane, Piute, Washington e Wayne. La maggioranza (oltre il 55%) del territorio della foresta si trova nella contea di Garfield. Ci sono uffici distrettuali locali delle guardie forestali (i rangers del National Park Service) a Cedar City, Escalante, Panguitch, St. George e Teasdale.
Le altezze variano da 850 m sul livello del mare vicino a St. George (Utah) a 3.451 m presso il Blue Bell Knoll sul Monte Boulder. Il bordo meridionale del Gran Bacino, vicino al fiume Colorado, offre un panorama spettacolare. I canyon del fiume Colorado sono costituiti da dirupi multicolori e da gole dalle pareti scoscese.

## Territorio
La foresta è divisa in quattro aree geografiche. Le foreste ad alta quota tra colline dolcemente ondulate caratterizzano gli altopiani di Markagunt, Paunsaugunt e di Aquarius. Il monte Boulder, uno degli altopiani più elevati degli Stati Uniti, è punteggiato di centinaia di laghetti da 3.000 a 3.400 m sul livello del mare. La foresta include i Monti Pine Valley a nord di St. George.
La foresta è soggetta ad estremi climatici. Le precipitazioni variano da 250 mm alle quote più basse a più di 1.000 mm all'anno vicino al Brian Head Peak a 3.446 . Alle quote più alte, la maggior parte delle precipitazioni cadono sotto forma di neve. I temporali sono comuni durante luglio e agosto e producono piogge abbondanti. In alcune aree, agosto è il mese più umido dell'anno.
Gli estremi delle temperature possono essere impressionanti, con le temperature estive che superano i 38 °C vicino a St. George e le minime invernali superano i -34 °C sulle cime dell'altopiano.

## Flora
La vegetazione della foresta digrada da piante sparse, di tipo desertico alle quote più basse a boschetti di pini e di ginepri che dominano le quote intermedie. Alle quote più elevate, predominano i pioppi tremuli e conifere come pini, pecci e abeti.

## Storia
La Riserva della foresta di Dixie fu istituita il 25 settembre 1905 dal General Land Office. Il nome era derivato dalla descrizione locale della parte meridionale calda dello Utah come "Dixie". Nel 1906 lo U.S. Forest Service assunse la responsabilità di quei terreni, e il 4 marzo 1907 divenne una foresta nazionale. La parte occidentale della foresta nazionale di Sevier fu aggiunta il 1º luglio 1922, e l'intera foresta nazionale di Powell il 1º ottobre 1944.

## Aree naturalistiche
Ci sono quattro aree naturalistiche (wilderness areas) ufficialmente riconosciute all'interno della foresta nazionale di Dixie che fanno parte del National Wilderness Preservation System degli Stati Uniti
- Ashdown Gorge Wilderness
- Box-Death Hollow Wilderness
- Cottonwood Forest Wilderness
- Pine Valley Mountain Wilderness